# Bingo Hell
Bingo Hell es una película de suspenso y terror estadounidense de 2021 dirigida por Gigi Saul Guerrero a partir de un guion que coescribió con Shane McKenzie y Perry Blackshear. La película es la quinta entrega de la serie antológica Welcome to the Blumhouse. La película está protagonizada por L. Scott Caldwell, Adriana Barraza y Joshua Caleb Johnson.
La película se estrenó en Fantastic Fest el 24 de septiembre de 2021. La película fue estrenada en los Estados Unidos el 1 de octubre de 2021 por Amazon Studios.

## Reparto
- L. Scott Caldwell
- Adriana Barraza
- Joshua Caleb Johnson
- Richard Freno
- Clayton Landey
- Jonathan Medina
- Bertila Damas
- Grover Coulson
- Kelly Murtagh
- David Jensen

## Producción
El rodaje comenzó el 11 de febrero de 2021 en Nueva Orleans, Luisiana.
 